# Ali Khan Samsudin
Ali Khan Samsudin (1958 - Kuala Lumpur, 1 december 2006) was een Maleisische 'slangenkoning'.
Beroepsmatig alsook voor liefdadigheidsdoeleinden verzorgde hij regelmatig voorstellingen met slangen. Daarbij kreeg hij zo nu en dan een slangenbeet te verduren maar hield daar geen nadelige gevolgen aan over.
Zijn titel van 'slangenkoning' had hij te danken aan zijn begin jaren negentig uitgevoerde verblijf met vierhonderd cobra's in een kleine kamer en dat twaalf uur per dag veertig dagen lang.
In 1997 won hij ook de titel 'schorpioenenkoning' nadat hij eenentwintig dagen met enkele duizenden schorpioenen in een glazen omhulsel had geleefd. Dit leverde hem een vermelding in het Guinness Book of Records op.
Een navolgelinge van hem, Nur Malena Hassan, brak ook twee records en staat bekend als de 'schorpioenenkoningin'.
Ali Khan Samsudin werd in totaal 99 keer gebeten. Uiteindelijk werd een beet van een koningscobra hem fataal en overleed hij op 48-jarige leeftijd enkele dagen later hieraan. Hij liet twee vrouwen en vijf kinderen achter.